# Basutoland
Basutoland was de vroegere Britse kroonkolonie, die in 1966 onafhankelijk werd als het koninkrijk Lesotho.

## Koning Moshoeshoe I
Bij het begin van de 19e eeuw vergrootte de Zulu-Koning Shaka voortdurend zijn rijk en bedreigde ook het gebied van de Basotho-stammen, maar in 1820 lukte het de Basotho, onder de tot koning benoemde Moshoeshoe I, zich te verweren en het vertrouwen van naburige stammen te winnen. Daarom geldt hij als stichter van de Basotho-natie.
Vanaf 1830 trokken de Boeren over de Vaalrivier en kwamen deze Voortrekkers ook in botsing met Moshoeshoe.
Soldaten van de nieuwe Oranje Vrijstaat drongen het gebied binnen en Moshoeshoe zocht steun bij de Britten in Kaapstad. Met wisselend succes nam de Oranje Vrijstaat tijdens de Basotho-oorlogen steeds meer land in tot de Britten in 1868 het resterende gebied van koning Moshoeshoe onder Britse protectie stelden. Een jaar na zijn dood in 1870 ging de autonomie van Basutoland verloren en werd het bij de Kaapkolonie gevoegd.

## Britse kroonkolonie Basutoland
Onder de nieuwe koning Letsie I kreeg het Basotho-volk geen vertegenwoordiging in het parlement van de Kaapkolonie, hetgeen tot opstanden tegen de Britten leidde. De Britten namen in de zogenaamde Gewerenoorlog tussen 1880 en 1881 alle vuurwapens in beslag en stelden Basutoland in 1882 rechtstreeks onder Brits bestuur, in 1884 als kroonkolonie. De koning en de stamhoofden bleven hun rol spelen alhoewel hun invloed geleidelijkaan afnam.
Bij de onafhankelijkheid in 1910 van de Zuid-Afrikaanse Unie wees Basutoland de opname in de unie af, zoals trouwens ook Swaziland en Betsjuanaland, het huidige Botswana deden.
In 1960, het kroningsjaar van Moshoeshoe II, werden voor het eerst vrije verkiezingen gehouden. In 1965 won de BNP de verkiezingen en dit leidde het daaropvolgende jaar tot de onafhankelijkheid onder de naam Lesotho.
Geschiedenis van:
Algerije · Angola · Benin · Botswana · Burkina Faso · Burundi · Centraal-Afrikaanse Republiek · Comoren · Congo-Brazzaville · Congo-Kinshasa · Djibouti · Egypte · Equatoriaal-Guinea · Eritrea · Ethiopië · Gabon · Gambia · Ghana · Guinee-Bissau · Guinee-Conakry · Ivoorkust · Kaapverdië · Kameroen · Kenia · Lesotho · Liberia · Libië · Madagaskar · Malawi · Mali · Marokko · Mauritanië · Mauritius · Mozambique · Namibië · Niger · Nigeria · Oeganda · Rwanda · Sao Tomé en Principe · Senegal · Seychellen · Sierra Leone · Soedan · Somalië · Somaliland · Swaziland · Tanzania · Togo · Tsjaad · Tunesië · Westelijke Sahara · Zambia · Zimbabwe · Zuid-Afrika · Zuid-Soedan
Noord-Afrika · West-Afrika